# Воскресная ночь
«Воскресная ночь» — советский художественный фильм-драма, снятый в 1976 году режиссёром Виктором Туровым.

## Сюжет
Идёт суд. В деревне Добренёво Михася Добреневского (жениха Алёны) обвиняют в гибели Степана Юрского. Своим трактором Михась преградил дорогу трактору Степана, который будучи пьяным за рулём, в порыве ревности хотел сломать дом Алёны. В итоге Степан погибает. Алёна ранена. Михась потрясён, в гибели Степана признаётся полностью.
Прокурор, не вдаваясь в суть проблемы и глубину, хочет превратить дело в показательный процесс,
считая Михася преступником.
Однако выездной суд оправдывает подсудимого, выносит частные определения в адрес райисполкома, школы, правления колхоза и районной газеты, обвиняя их в халатности, бездушии.
Возникает спор между прокурором, судьёй, секретарём райкома, корреспондентом газеты и жителями.
Фильм затрагивает злободневные проблемы общества — безнаказанное и безудержное пьянство, больные брошенные дети, людское равнодушие, безотцовщина, и многие другие.

## В ролях
- Пётр Вельяминов — Новицкий Георгий Максимович, секретарь райкома
- Елена Водолазова — Алена Матулевич
- Владимир Новиков — Степан Юрский, тракторист
- Анатолий Ромашин — Размыслович, прокурор
- Сергей Тюмин — Михась Добреневский, жених Алёны, тракторист
- Юрий Горобец — Манаев Виктор Семенович
- Леонид Дьячков — Трубчак, председатель колхоза
- Александр Ефремов
- Людмила Зайцева — Зубрич Нина Антоновна, судья
- Евгений Лебедев — Веренич
- Ольга Лысенко — Ольга Манаева, редактор газеты
- Альгимантас Масюлис — Криница, учитель
- Тамара Муженко — Михалина Добреневская
- Всеволод Платов — Фёдор Фомич Шупеня, председатель райисполкома
- Любовь Румянцева — врач
- Стефания Станюта — старуха
- Виктор Тарасов — Закружный
- Вера Титова — Глаша, продавщица
- Пётр Юрченков — Дмитрий, водитель Новицкого
- Нина Розанцева — Ульяна Борисовна Юрская
- Николай Смирнов
- Константин Сенкевич — Лукич
- Владимир Сичкарь
- Валентин Букин

В фильме звучит песня группы «Песняры» в исполнении В. Мулявина на стихи Н. Рубцова «В минуты музыки печальной».

## Съёмочная группа
- Режиссёр: Виктор Туров
- Сценарист: Александр Леонтьевич Петрашкевич
- Оператор: Дмитрий Зайцев
- Композитор: Олег Янченко
- Художник: Владимир Дементьев

## Награды, номинации, фестивали
- 1977 — X Всесоюзный кинофестиваль — Приз за лучшую женскую роль (Людмила Зайцева) и Специальный диплом жюри за режиссуру (Виктор Туров)